# Epigráfia

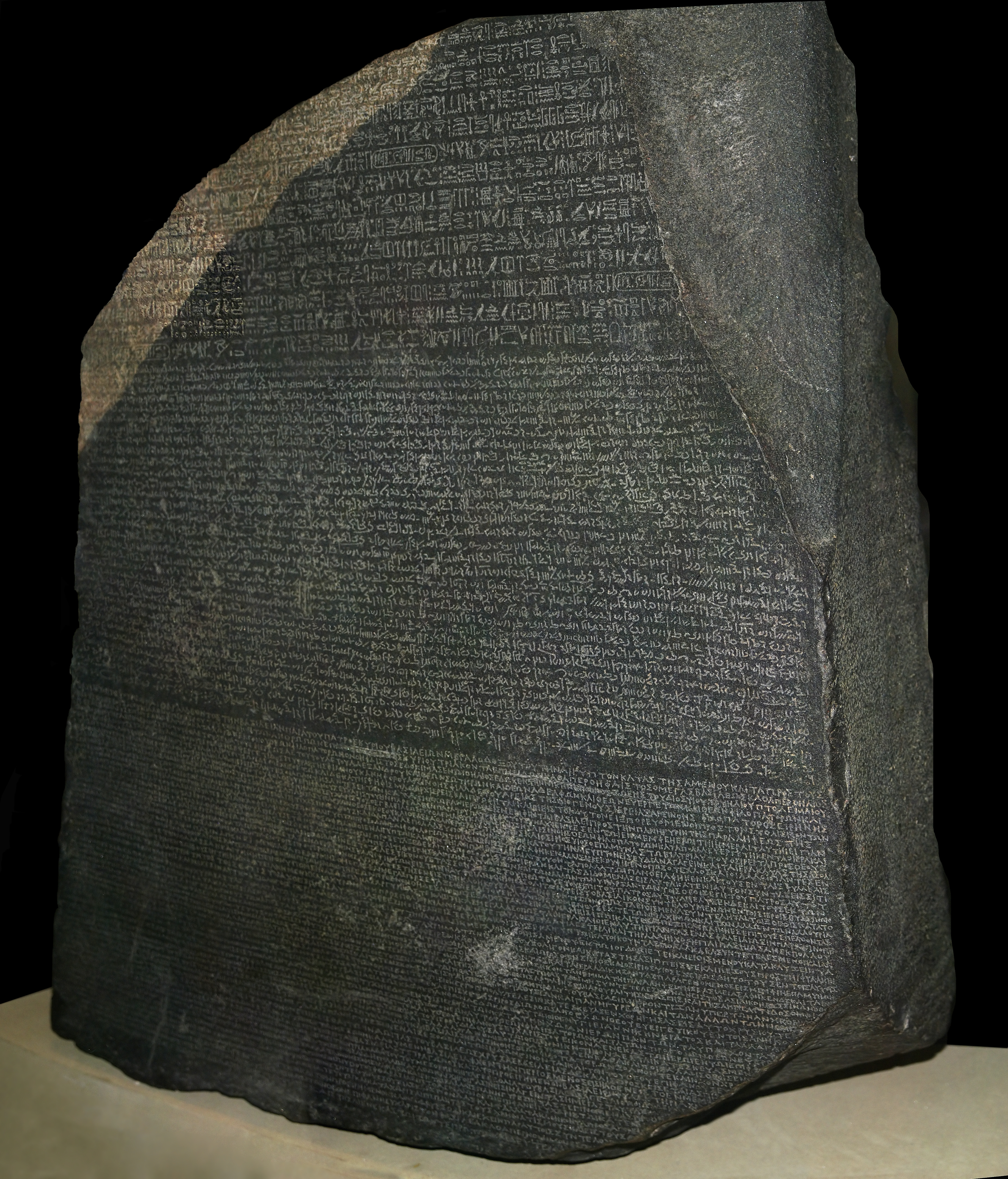
A rosette-i kő a British Museumban

Az epigráfia vagy felirattan (az elnevezés a görög: ἐπιγραφή (epigraphḗ) ’felirat’ szóból származik) a történelmi feliratokat tanulmányozó tudományág. Történelmi segédtudománynak is tekintik, mely az emlékműveken, agyagedényeken, kőtáblákon, márvány-, bronz- és egyéb kemény, maradandó felületeken rögzített feliratokat tanulmányozza. A különböző technikákkal (vésés, festés, domborítás) készült írásokat osztályozza, pl. koruk, a kulturális kontextus, az írás grafémái alapján. Az epigráfia az archeológiai kutatások számára az elsődleges eszköz az írásbeliséggel rendelkező kultúrák tanulmányozásában. Az ókori, kézzel, leggyakrabban tintával írott szövegek nem tárgya az epigráfia tudományának, ez a paleográfia tárgykörébe tartozik. A tudományág a 16. századtól indult fejlődésnek.

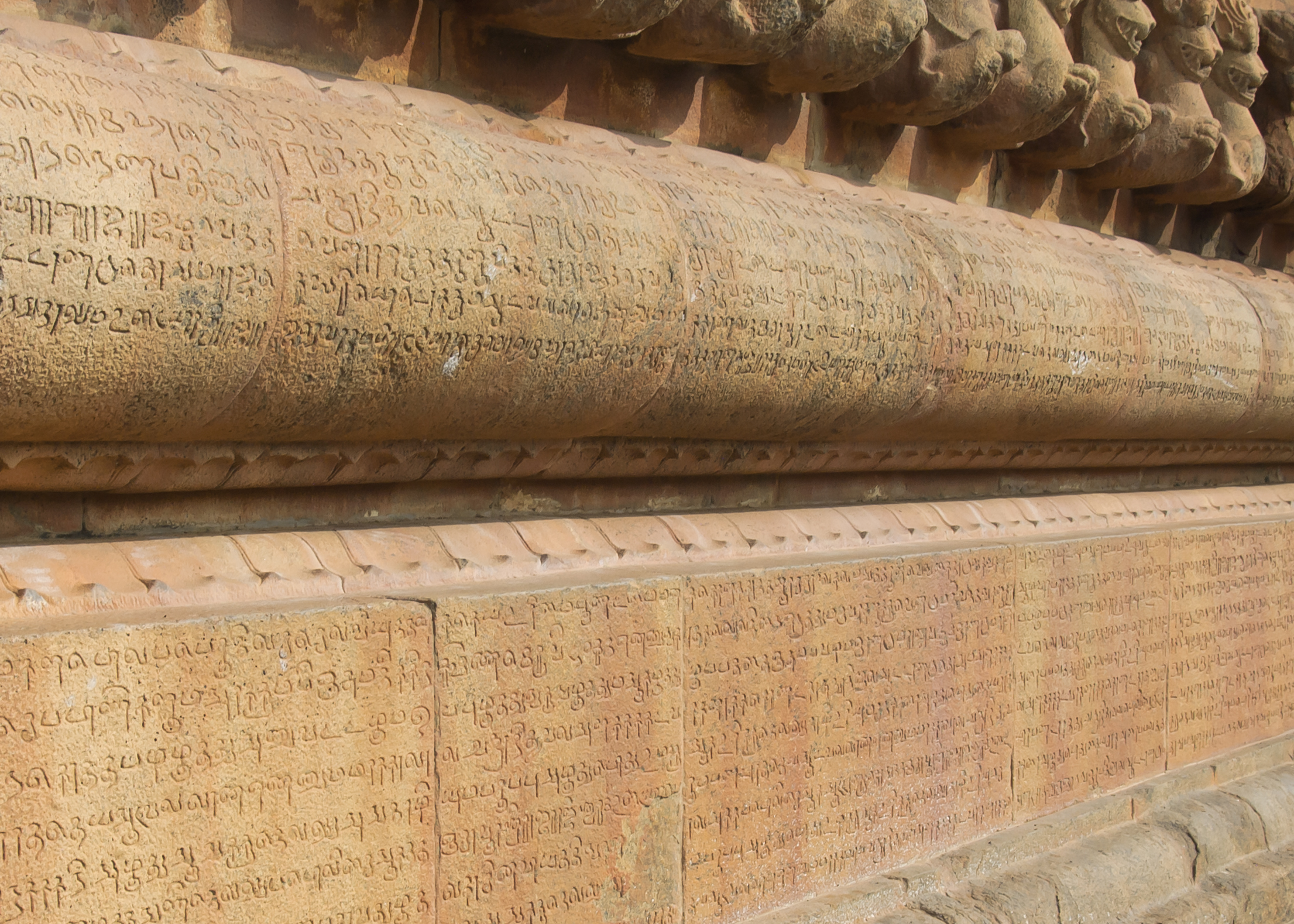
Szanszkrit felirat a Brihadísvara-templomban, Tandzsávúr, India
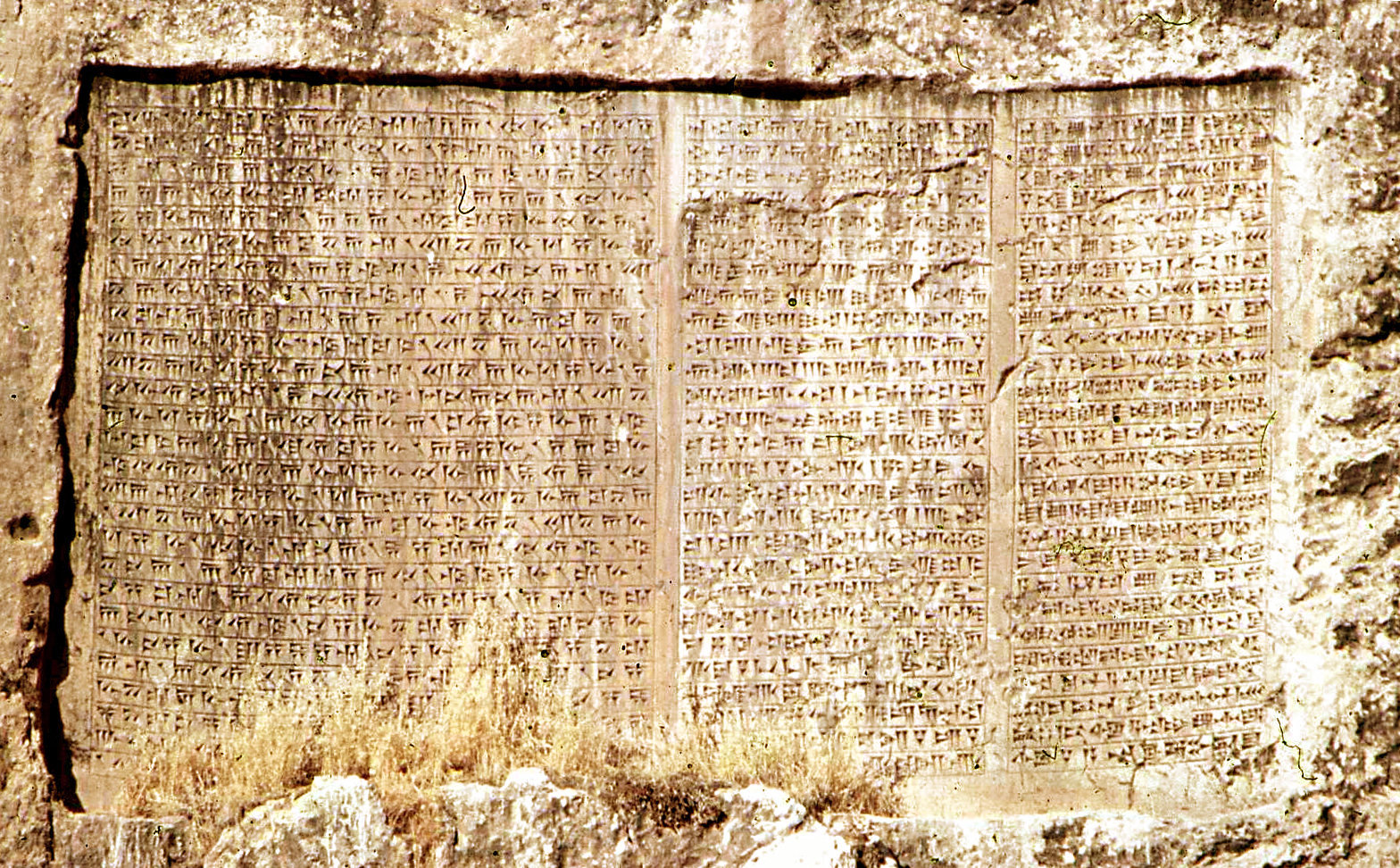
I. Xerxész háromnyelvű ékírásos felirata Van erődje közelében, Törökország